# Moses Asch
 (février 2014).
Si vous disposez d'ouvrages ou d'articles de référence ou si vous connaissez des sites web de qualité traitant du thème abordé ici, merci de compléter l'article en donnant les références utiles à sa vérifiabilité et en les liant à la section « Notes et références ».
Moses ("Moe") Asch (né le 2 décembre 1905 à Varsovie, mort le 19 octobre 1986 à New York) fut le fondateur de Asch Records, changeant son nom pour Folkways Records en 1948, date à laquelle les 78 tours furent abandonnés au profit du format LP lancé par Columbia Records. 
Asch dirige le label à partir de 1947, jusqu'à sa mort en 1986. Beaucoup des enregistrements Asch Records ont été par la suite rendus accessible sous le format Folkways LP's. Folkways était instrumental rendant la folk music accessible aux mainstreams Américains, et compte plus de 2 000 références. Parmi les meilleures chansons folk américains figurent des morceaux enregistrées et publiées par Asch, comprenant This Land Is Your Land, This Land Is my Land de Woody Guthrie ainsi que bien d'autres.  Beaucoup de ces enregistrements commerciaux furent vendus pour Verve Records, il fit don aussi d'enregistrements culturellement éthico-américain à la Smithsonian Institution en guise d'archive.